# Заборський Орест Мар'янович
Орест Мар'янович Заборський (2 лютого 1947, Станіслав) — український художник, педагог.

## Життєпис
Орест Заборський народився 2 лютого 1947 року в Івано-Франківську.
1967 р. закінчив Одеське художнє училище ім. М. Грекова, а в 1972 р. — Львівський поліграфічний інститут ім. І. Федорова. Молодий митець почав творити і вдосконалювати свої навички в жанрах постімпресіонізм, кубізм, експресіонізм. Особливістю напрацьованого художнього стилю О. Забродського є вільне трактування студій з натури (портретів, натюрмортів, пейзажів) та їх імплементація в колорит пост-модернічних течій. Художник цікавився також літературою та історією, і це вплинуло на низку робіт сюжетного характеру.
Повернувшись після Одеси до Франківська, О. Заборський ретельно студіював здобутки європейського мистецтва, в тому числі і авангардизм, з яким раніше до того часу не працював. Художник у молодості належав до когорти прогресивних українських митців, які прагнули пробувати себе в усіх течіях, що були заборонені соцреалістичною ідеологією.
Після закінчення навчання в одеському училищі Заборський працював в художньому комбінаті в Івано-Франківську. Далі митець вступив навчатися до Львівського поліграфічного інституту ім. І. Федорова, адже бачив себе у майбутньому також і педагогом.
Орест Заборський був наставником у відомих художників української відлиги та незалежності, до них належать Богдан Кузів, Микола Якимечко, Тарас Пліщ, серед учнів були ті, що сформували художню складову «Станіславського феномену» — Володимир Мулик, Ярослав Яновський, Ростислав Котерлін. Також серед відомих учнів — художники Анатолій Мельник, Володимир Сандюк, Анатолій Звіжинський.
Орест Заборський має звання Почесний громадянин Івано-Франківська.
Митець брав активну участь у республіканських, всесоюзних і міжнародних виставках з 1969 р., отримував дипломи, але понад чверть століття утримувався від особистої репрезентації. Перша масштабна персональна виставка Ореста Заборського відбулася в Івано-Франківську 1986 року.
Художник мав дві виставки графіки — в художній школі (2014), де викладав колись, та в Івано-Франківській обласній універсальній бібліотеці імені Івана Франка (2015) — як ілюстратор книжок.

## Творчість
Свій творчий шлях розпочав  з опозиційних до соцреалізму течій посмодернізму, кубізму, експресіонізму. Шукаючи власний шлях у сучасному мистецтві, митець дивився на звичайні натюрморти та пейзажі, історичні події та побутові сцени з точки зору стилістики і колористики постмодернізму.
Перша масштабна персональна виставка Ореста Заборського відбулася в Івано-Франківську 1986 року, але більшість творів на ній не було презентовано через радянську цензуру.
За роки незалежності України художник хоч і майже не створює нових робіт, проте повністю віддається справі педагога і навчає молодих митців.
У 2014 та 2015 році проведено виставки графіки художника в рідному місті.
У 2022 році з нагоди ювілею проведено виставку олійних та акварельних робіт О. Заборського.